# Tulkinsaari
Tulkinsaari är en ö i Finland. Den ligger i sjön Jerisjärvi och i kommunen Muonio i den ekonomiska regionen  Fjäll-Lappland  och landskapet Lappland, i den norra delen av landet, 900 km norr om huvudstaden Helsingfors. Öns area är 18,2 hektar och dess största längd är 1,2 kilometer i öst-västlig riktning.